# Dorres
Dorres  (prononcé [dɔʁ] en français et ['dorəs] en catalan) est une commune française, située en Cerdagne, à l'extrême ouest du département des Pyrénées-Orientales, en région Occitanie. Sur le plan historique et culturel, la commune est dans la Cerdagne, une haute plaine à une altitude moyenne de 1 200 m d'altitude, qui s'étend d'est en ouest sur une quarantaine de kilomètres entre Mont-Louis et Bourg-Madame.
Exposée à un climat de montagne, elle est drainée par la Ribereta, Rieral dels Estanyets et par deux autres cours d'eau. Incluse dans le parc naturel régional des Pyrénées catalanes, la commune possède un patrimoine naturel remarquable : un site Natura 2000 (« Capcir, Carlit et Campcardos ») et trois zones naturelles d'intérêt écologique, faunistique et floristique.
Dorres est une commune rurale qui compte 178 habitants en 2022, après avoir connu un pic de population de 366 habitants en 1851. Ses habitants sont appelés les Dorrois ou  Dorroises ou Dorréens.

## Géographie

### Localisation
La commune de Dorres se trouve dans le département des Pyrénées-Orientales, en région Occitanie.
Elle se situe à 82 km à vol d'oiseau de Perpignan, préfecture du département, et à 42 km de Prades, sous-préfecture.
Les communes les plus proches sont : 
Angoustrine-Villeneuve-des-Escaldes (1,4 km), Ur (2,5 km), Enveitg (3,4 km), Latour-de-Carol (4,6 km), Estavar (5,0 km), Targasonne (5,1 km), Bourg-Madame (5,6 km), Égat (6,6 km).
Sur le plan historique et culturel, Dorres fait partie de la région de la Cerdagne, une haute plaine à une altitude moyenne de 1 200 m d'altitude, qui s'étend d'est en ouest sur une quarantaine de kilomètres entre Mont-Louis et Bourg-Madame.

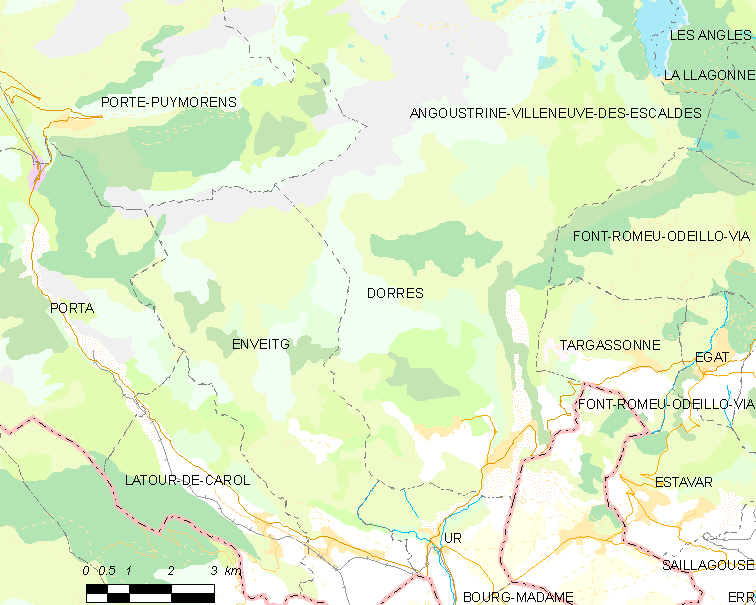
Situation de la commune.

|         | Porté-Puymorens |                                     |
| Enveitg | Dorres          | Angoustrine-Villeneuve-des-Escaldes |
|         | Ur              |                                     |

### Géologie et relief
L'ensemble des roches composant les montagnes cerdanes sont issues de la formation de la chaîne hercynienne durant l'ère primaire. Implantée dans le versant sud du massif du Carlit avec la montagne du Coll Roig pour estives, la commune de Dorres offre un paysage où le granite (souvent en grosses boules de type chaos) est omniprésent, avec des affleurements de schiste sur la zone du Belloc (1 688 m).
La superficie de la commune est de 2 477 hectares (24,77 km2). L'altitude minimum est de 1 332 mètres et maximum de 2 827 mètres.
La commune est classée en zone de sismicité 4, correspondant à une sismicité moyenne.

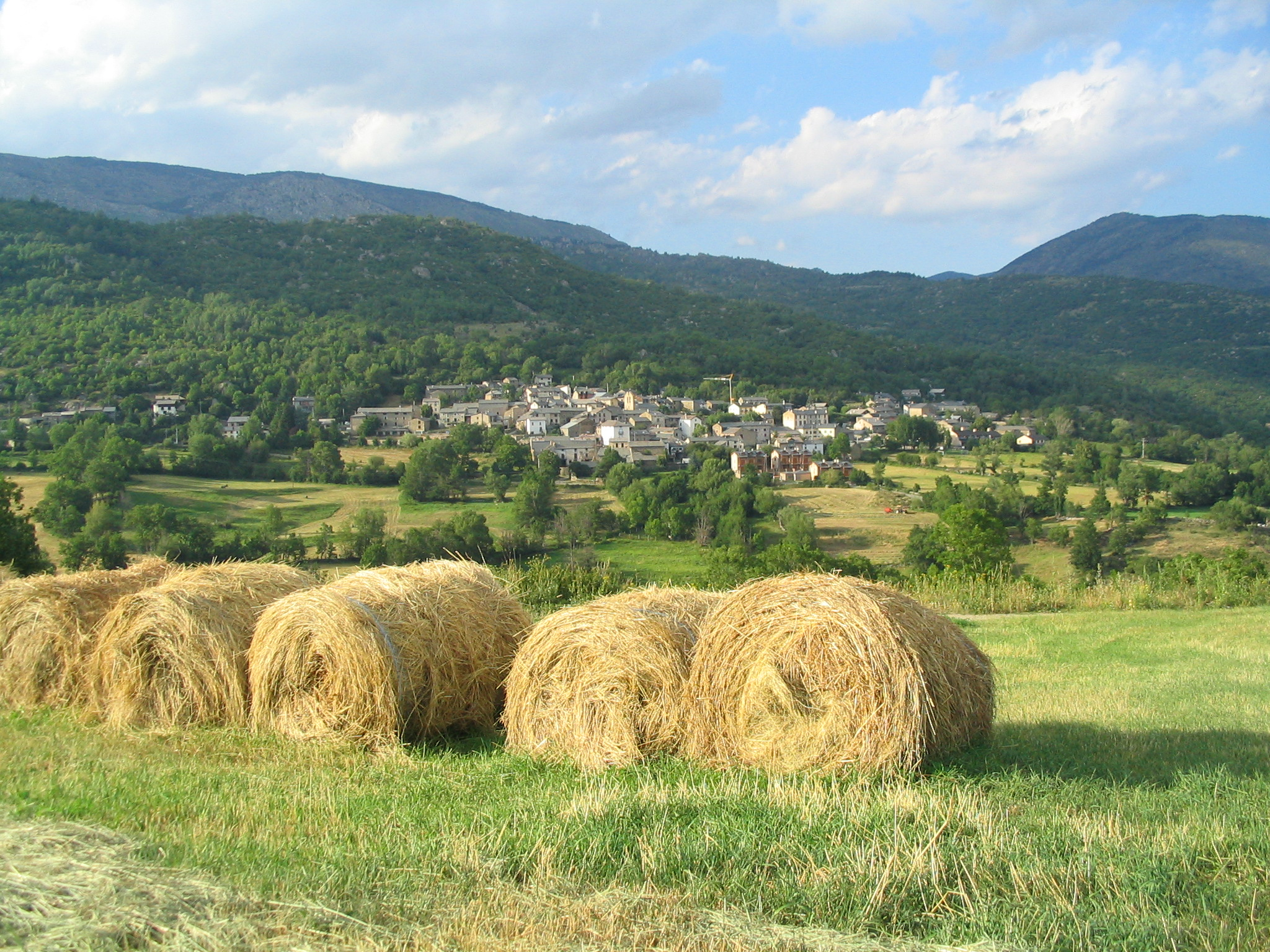
Le village et son site en 2009.
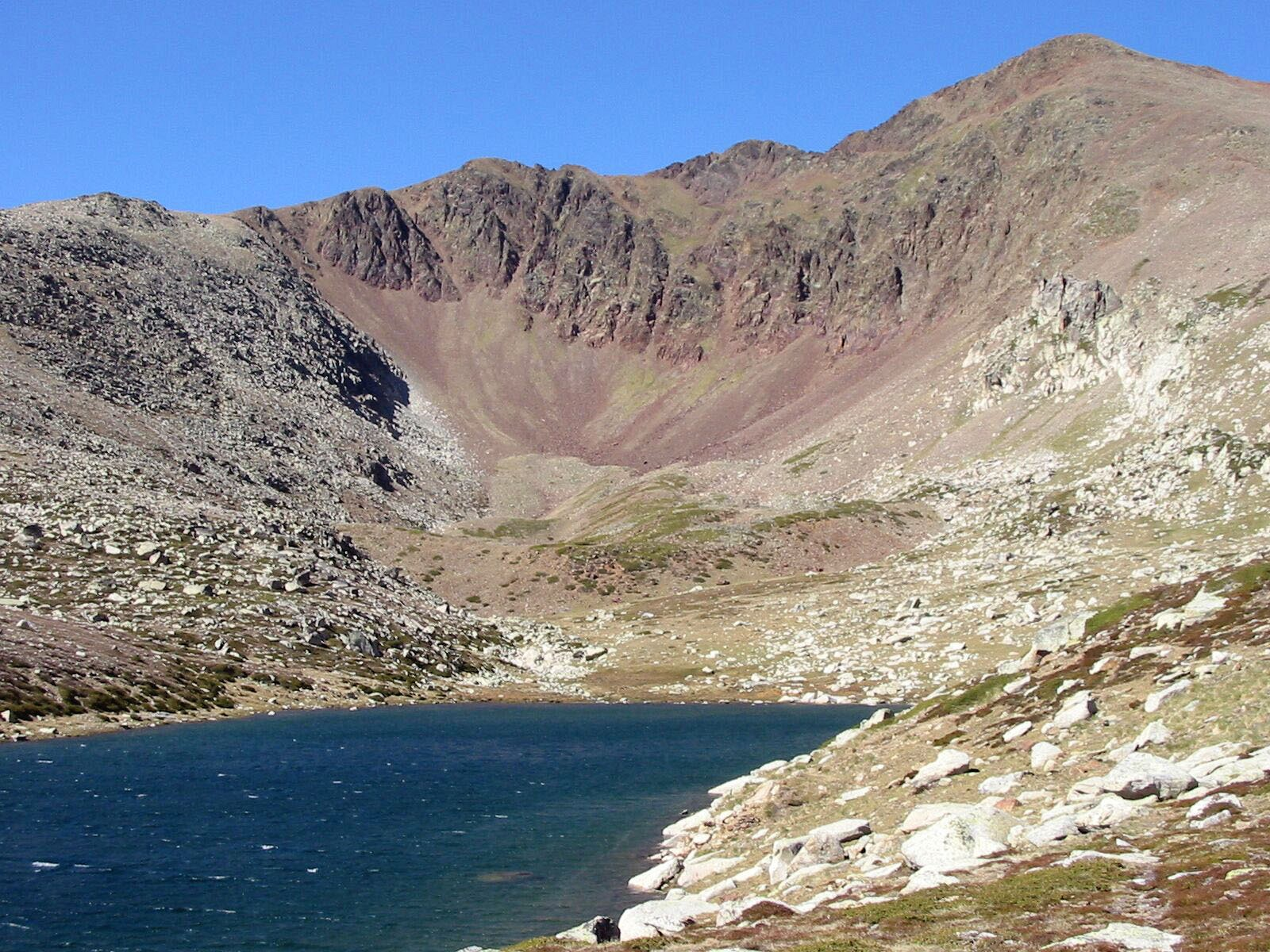
Le lac de Coll Roig en automne.

### Climat
Pour des articles plus généraux, voir Climat de l'Occitanie et Climat des Pyrénées-Orientales.
En 2010, le climat de la commune est de type climat des marges montargnardes, selon une étude du CNRS s'appuyant sur une série de données couvrant la période 1971-2000. En 2020, Météo-France publie une typologie des climats de la France métropolitaine dans laquelle la commune est exposée à un climat de montagne ou de marges de montagne et est dans la région climatique Pyrénées orientales, caractérisée par une faible pluviométrie, un très bon ensoleillement (2 600 h/an), un air sec, particulièrement en hiver et peu de brouillards.
Pour la période 1971-2000, la température annuelle moyenne est de 7,9 °C, avec une amplitude thermique annuelle de 15,1 °C. Le cumul annuel moyen de précipitations est de 612 mm, avec 6,3 jours de précipitations en janvier et 7 jours en juillet. Pour la période 1991-2020, la température moyenne annuelle observée sur la station météorologique la plus proche, située sur la commune de Formiguères à 20 km à vol d'oiseau, est de 7,6 °C et le cumul annuel moyen de précipitations est de 737,3 mm,. Pour l'avenir, les paramètres climatiques de la commune estimés pour 2050 selon différents scénarios d'émission de gaz à effet de serre sont consultables sur un site dédié publié par Météo-France en novembre 2022.

### Milieux naturels et biodiversité

#### Espaces protégés
La protection réglementaire est le mode d’intervention le plus fort pour préserver des espaces naturels remarquables et leur biodiversité associée,.
Dans ce cadre, la commune fait partie.
Un  espace protégé est présent sur la commune : 
le parc naturel régional des Pyrénées catalanes, créé en 2004 et d'une superficie de 139 062 ha, qui s'étend sur 66 communes du département. Ce territoire s'étage des fonds maraîchers et fruitiers des vallées de basse altitude aux plus hauts sommets des Pyrénées-Orientales en passant par les grands massifs de garrigue et de forêt méditerranéenne,.

#### Réseau Natura 2000

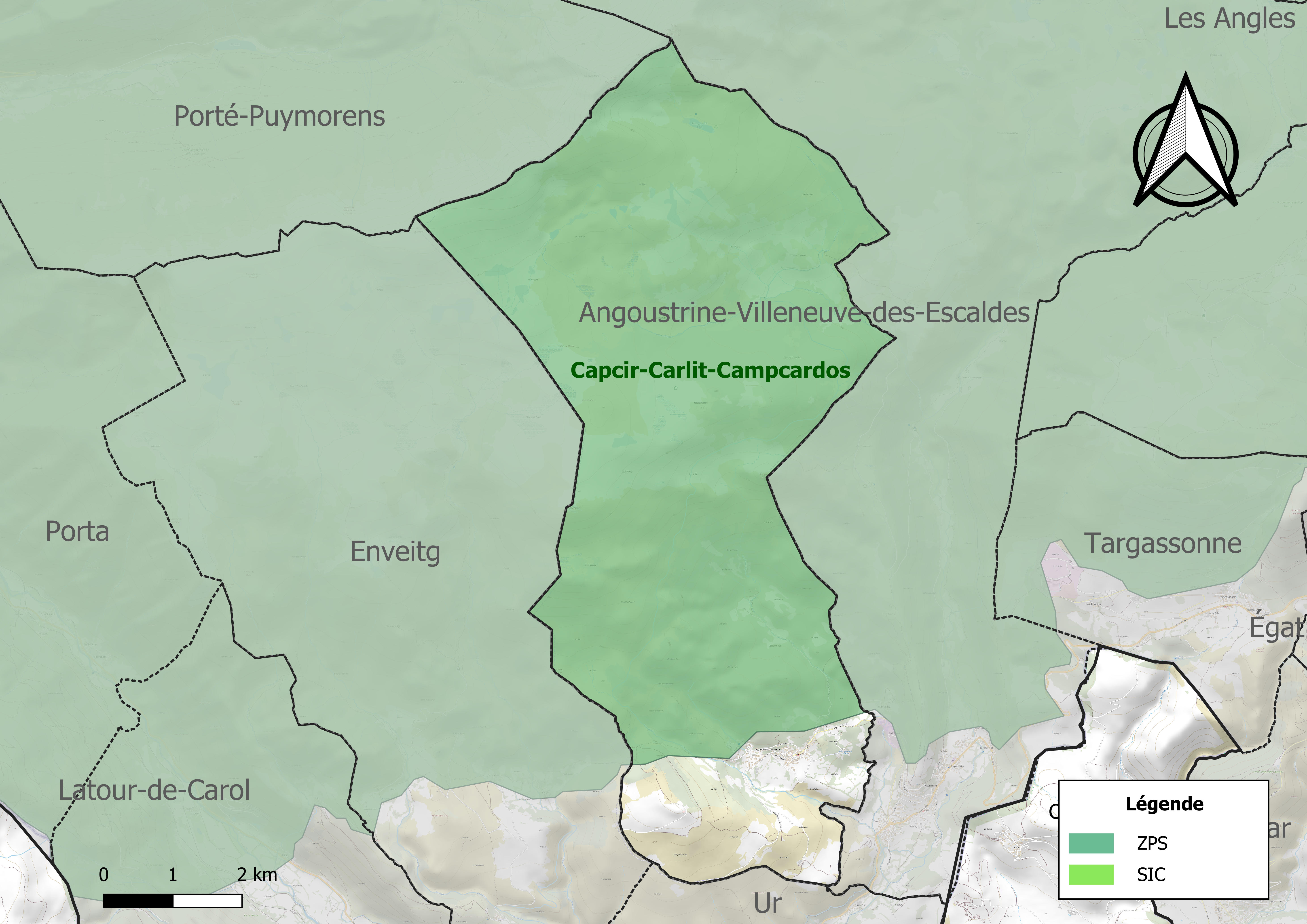
Site Natura 2000 sur le territoire communal.

Le réseau Natura 2000 est un réseau écologique européen de sites naturels d'intérêt écologique élaboré à partir des directives habitats et oiseaux, constitué de zones spéciales de conservation (ZSC) et de zones de protection spéciale (ZPS).
Le site Natura 2000 Capcir-Carlit-Campcardos couvre une superficie de 39 760 ha sur le territoire de quinze communes du département dont celle-ci, à la fois au titre de la directive habitats et de la directive oiseaux. Cette zone présente de nombreux habitats naturels alpins (pelouses, landes) et des milieux rocheux majoritairement siliceux et héberge certaines espèces d'intérêt communautaire : Botrychium simplex, Ligularia sibirica pour les plantes, Desman des Pyrénées et Loche pour les animaux. Au titre de la directive oiseaux, elle recèle une grande diversité d'habitats naturels se traduisant par un patrimoine ornithologique remarquable puisqu'elle accueille la plupart des espèces caractéristiques des zones de montagne, que ce soit parmi les rapaces (Gypaète barbu, Circaète Jean-le-Blanc, aigle royal, Faucon pèlerin), les galliformes (Lagopède, grand Tétras) ou les espèces forestières (Pic noir) et d'autres de milieux plus ouverts,.

#### Zones naturelles d'intérêt écologique, faunistique et floristique
L’inventaire des zones naturelles d'intérêt écologique, faunistique et floristique (ZNIEFF) a pour objectif de réaliser une couverture des zones les plus intéressantes sur le plan écologique, essentiellement dans la perspective d’améliorer la connaissance du patrimoine naturel national et de fournir aux différents décideurs un outil d’aide à la prise en compte de l’environnement dans l’aménagement du territoire.
Une ZNIEFF de type 1 est recensée sur la commune :
les « chaos granitiques et mouillères de la Coma Armada » (61 ha), couvrant 2 communes du département et deux ZNIEFF de type 2, : 
- le « massif du Carlit » (11 838 ha), couvrant 7 communes du département[24] ;
- le « Serrat des Loups » (9 330 ha), couvrant 9 communes du département[25].

Carte des ZNIEFF de type 1 et 2 à Dorres.
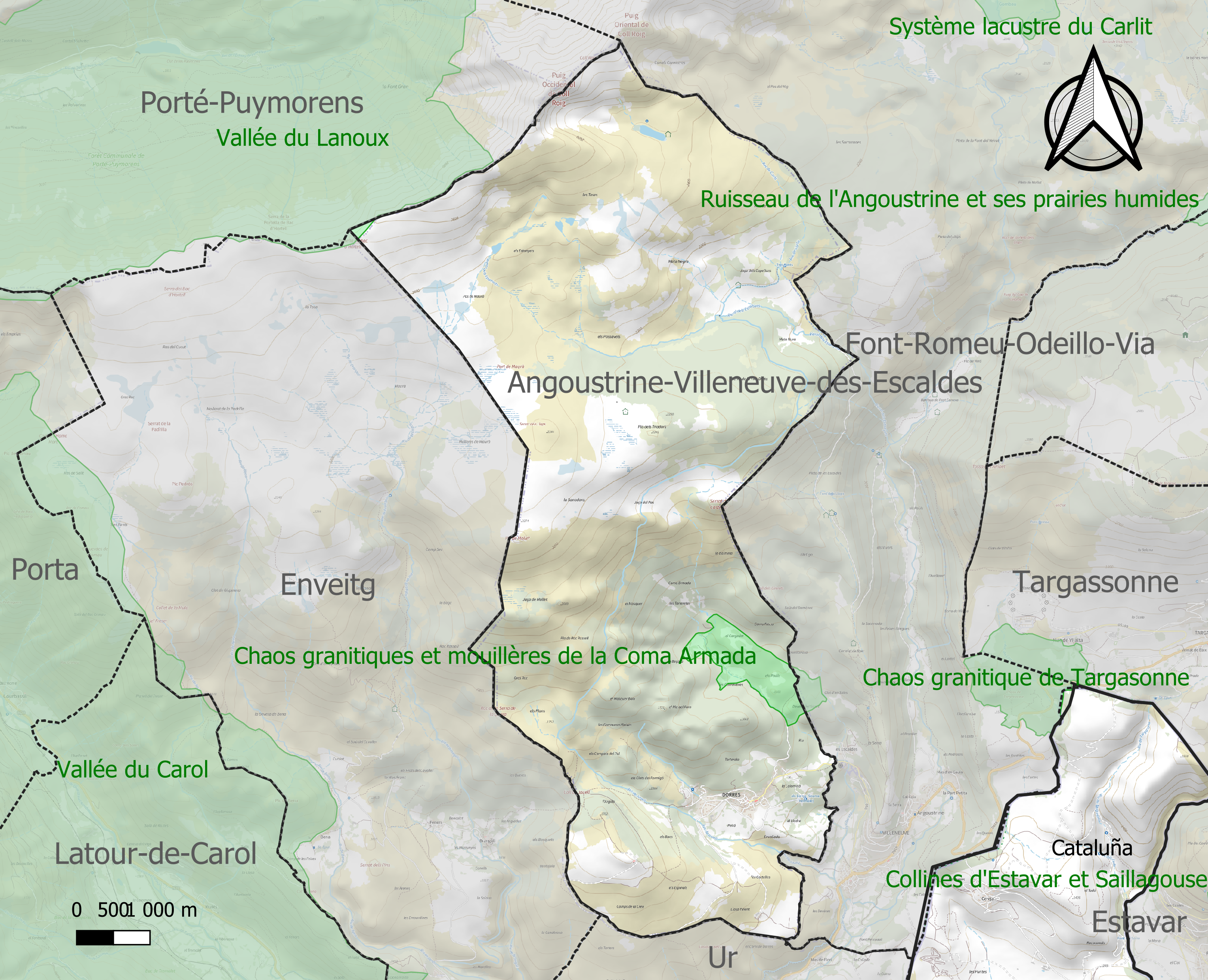
Carte de la ZNIEFF de type 1 sur la commune.
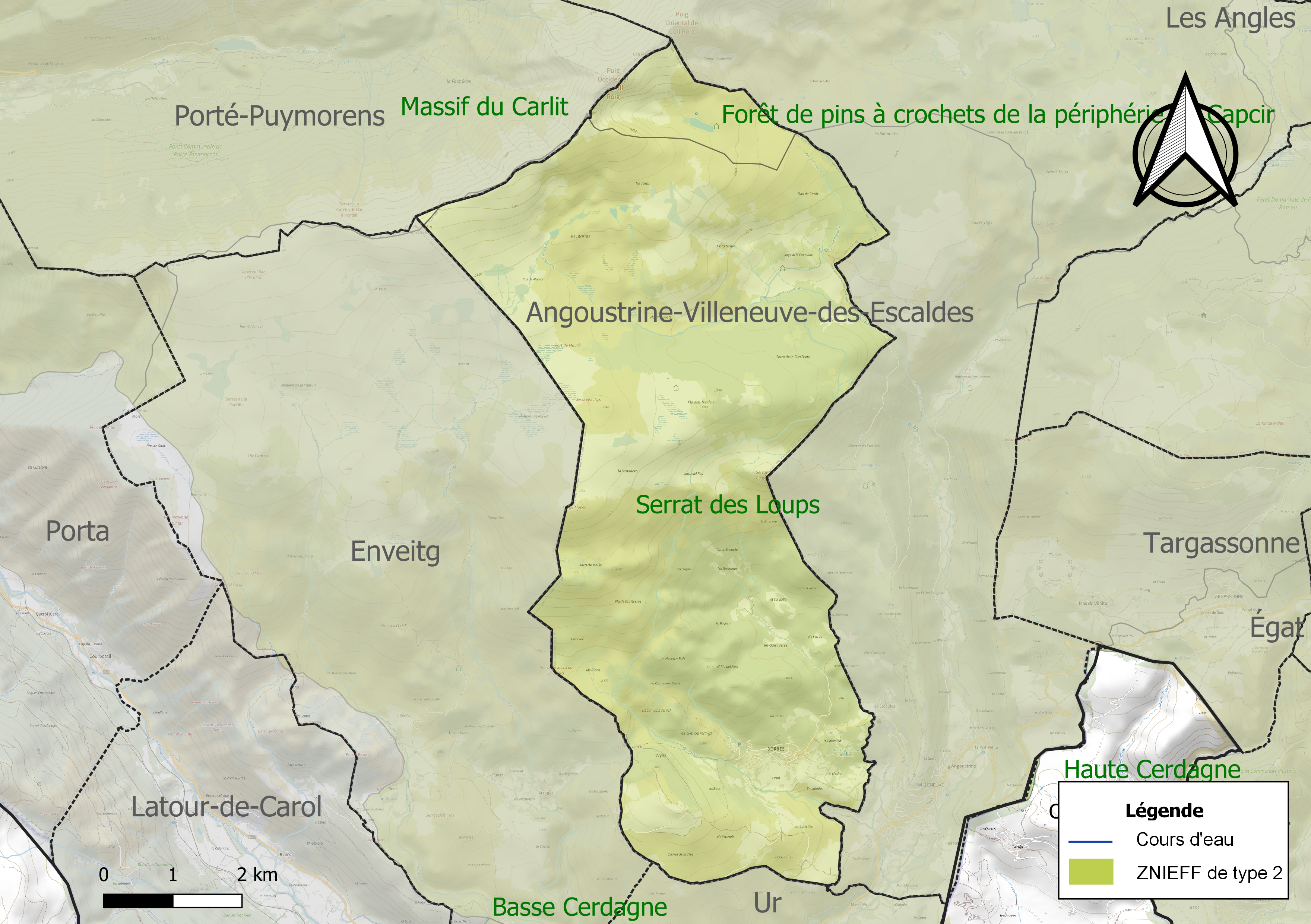
Carte des ZNIEFF de type 2 sur la commune.

## Urbanisme

### Typologie
Au 1er janvier 2024, Dorres est catégorisée commune rurale à habitat dispersé, selon la nouvelle grille communale de densité à sept niveaux définie par l'Insee en 2022.
Elle est située hors unité urbaine et hors attraction des villes,.

### Occupation des sols
L'occupation des sols de la commune, telle qu'elle ressort de la base de données européenne d’occupation biophysique des sols Corine Land Cover (CLC), est marquée par l'importance des forêts et milieux semi-naturels (93,7 % en 2018), une proportion sensiblement équivalente à celle de 1990 (93,5 %). La répartition détaillée en 2018 est la suivante : 
milieux à végétation arbustive et/ou herbacée (39,3 %), espaces ouverts, sans ou avec peu de végétation (29,5 %), forêts (24,9 %), prairies (4,1 %), zones agricoles hétérogènes (1,1 %), zones urbanisées (1 %). L'évolution de l’occupation des sols de la commune et de ses infrastructures peut être observée sur les différentes représentations cartographiques du territoire : la carte de Cassini (XVIIIe siècle), la carte d'état-major (1820-1866) et les cartes ou photos aériennes de l'IGN pour la période actuelle (1950 à aujourd'hui).

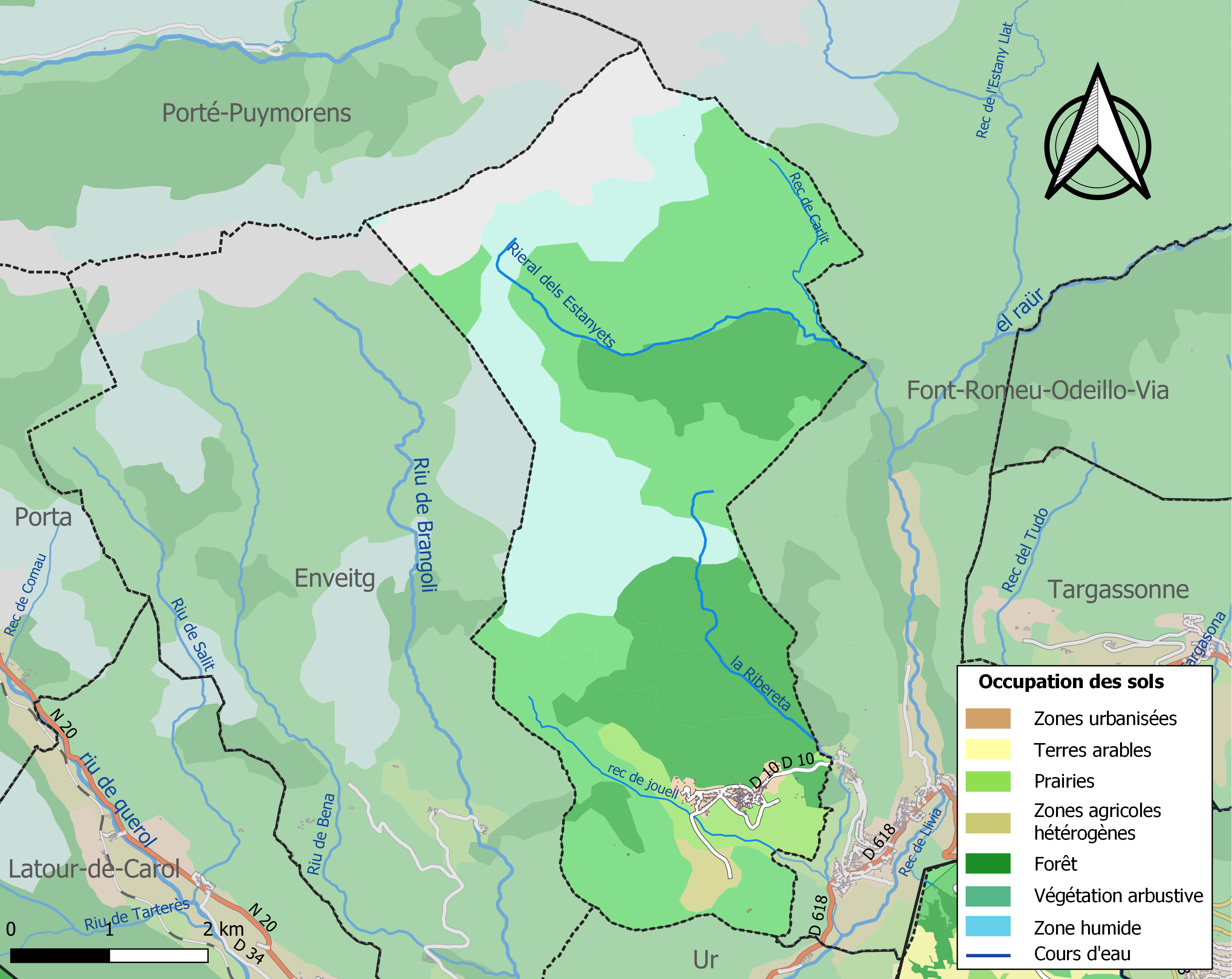
Carte des infrastructures et de l'occupation des sols de la commune en 2018 (CLC).

### Voies de communication et transports
Le principal accès au territoire est la route avec une situation sur l’axe Perpignan-Andorre par la route nationale 116 et sur l’axe Barcelone-Toulouse via le tunnel ou le col de Puymorens et par la frontière andorrane sur la commune de Porta.
D’autres accès routiers sont présents. C’est le cas des N 20 et 320 qui relient Paris à Bourg Madame supportant des flux importants, de la N 22 qui va en Andorre et de la D 618 qui traverse les Pyrénées d'ouest en est. Cette dernière route, dans sa portion entre Ur et Font-Romeu, passe au sud de la commune à Angoustrine, et le village est desservi par la route départementale 10 qui s'y termine.
Le train jaune (SNCF) propose aussi un arrêt à Ur ou à la gare internationale de Latour-de-Carol - Enveitg. Cette dernière offre aussi des liaisons vers Barcelone, Foix, Toulouse et Paris.

### Risques majeurs
Le territoire de la commune de Dorres est vulnérable à différents aléas naturels : inondations, climatiques (grand froid ou canicule), feux de forêts, mouvements de terrains et séisme (sismicité moyenne). Il est également exposé à un risque particulier, le risque radon,.

#### Risques naturels
Certaines parties du territoire communal sont susceptibles d’être affectées par le risque d’inondation par crue torrentielle de cours d'eau du bassin du Sègre.
Les mouvements de terrains susceptibles de se produire sur la commune sont soit des mouvements liés au retrait-gonflement des argiles, soit des glissements de terrains, soit des chutes de blocs. Une cartographie nationale de l'aléa retrait-gonflement des argiles permet de connaître les sols argileux ou marneux susceptibles vis-à-vis de ce phénomène.

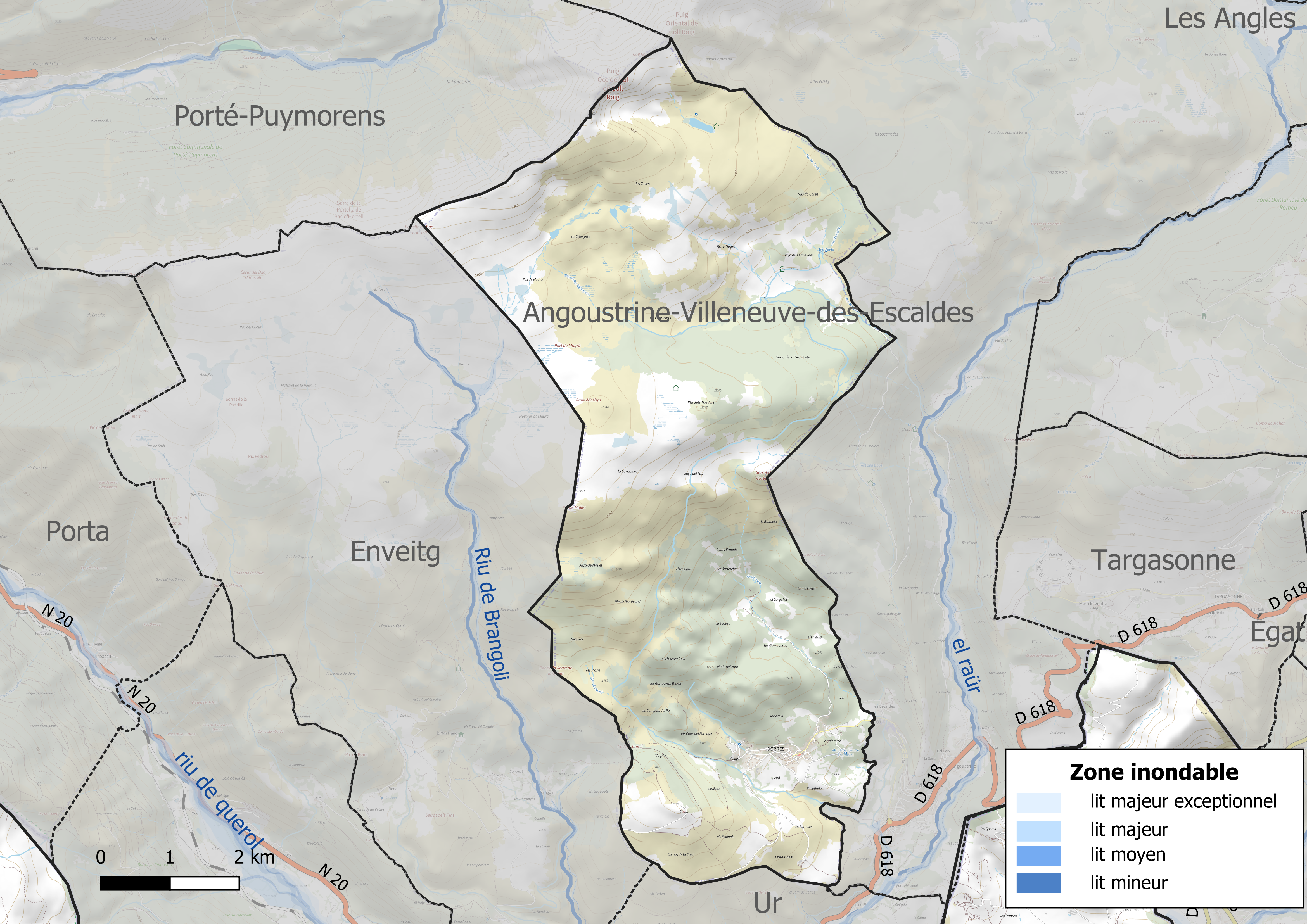
Carte des zones inondables.
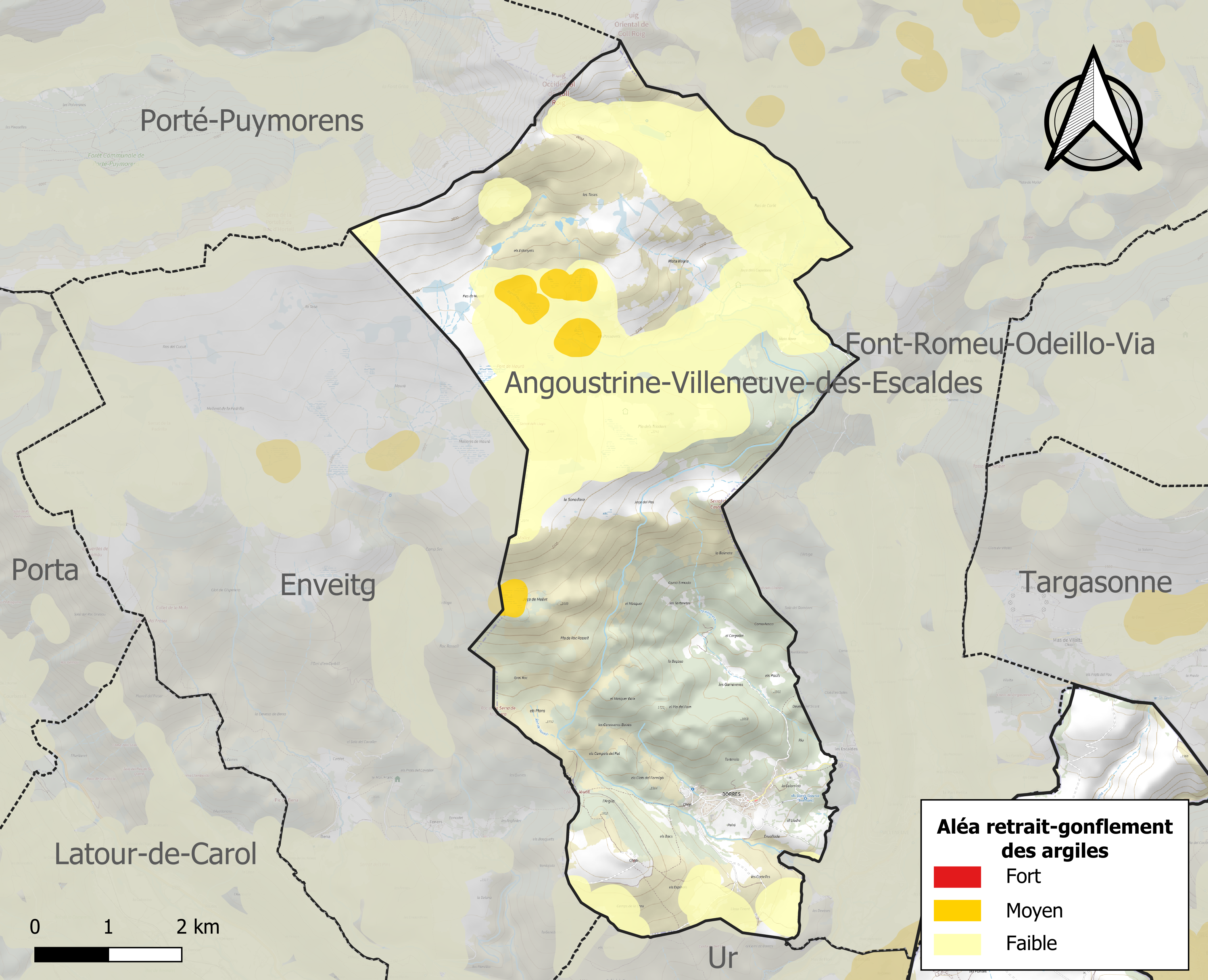
Carte des zones d'aléa retrait-gonflement des argiles.

#### Risque particulier
Dans plusieurs parties du territoire national, le radon, accumulé dans certains logements ou autres locaux, peut constituer une source significative d’exposition de la population aux rayonnements ionisants. Toutes les communes du département sont concernées par le risque radon à un niveau plus ou moins élevé. Selon la classification de 2018, la commune de Dorres est classée en zone 3, à savoir zone à potentiel radon significatif.

## Toponymie
En catalan, le nom de la commune est Dorres.

## Histoire
Des vestiges de poteries et des haches polies ainsi que des traces d'habitats montrent que le territoire de Dorres était peuplé à l'ère préhistorique.
Dorres est à la fin du IXe siècle une propriété du moine Sunifred (mort vers 890), fils de Sunifred Ier de Barcelone, notamment comte de Cerdagne. Devenu abbé de l'abbaye Sainte-Marie d'Arles-sur-Tech, il lègue Dorres après sa mort à son neveu et filleul Radulf, fils de Guifred le Velu et futur évêque d'Urgell. Au XIIe siècle est mentionné un Guillem de Edorres, peut-être seigneur du territoire. À partir du XIVe siècle, Dorres rentre dans le domaine royal.
Le territoire montagnard de Dorres atteint son maximum de population au milieu du XIXe siècle puis décline depuis. On y subit encore des attaques de loups à la fin du  XIXe siècle.
Le 1er janvier 2014, la commune intègre la Communauté de communes de Pyrénées Cerdagne.

## Politique et administration

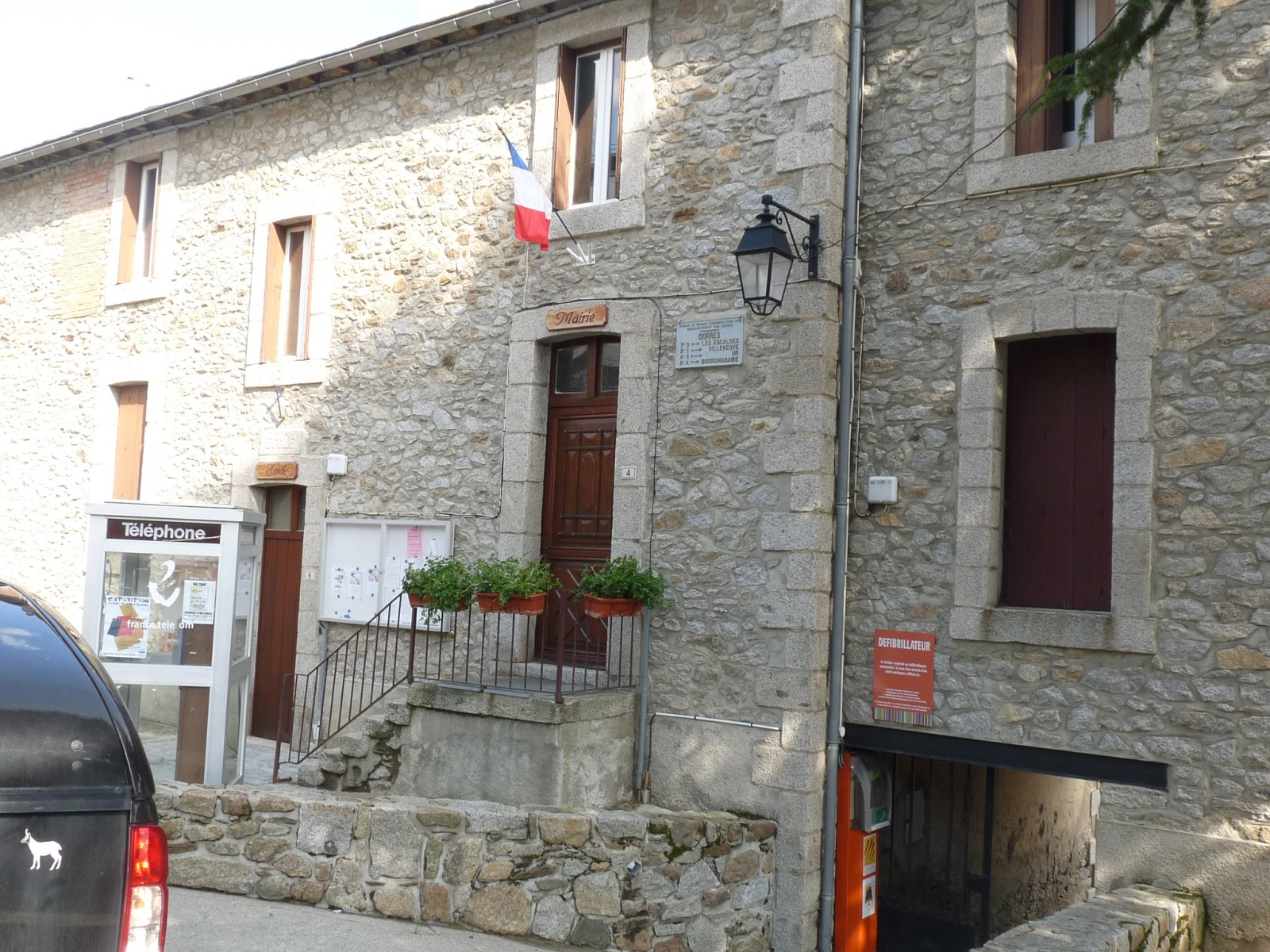
La mairie en 2013.

À compter des élections départementales de 2015, la commune est incluse dans le nouveau canton des Pyrénées catalanes.

### Liste des maires
| Période   | Période   | Identité         | Étiquette | Qualité |
| --------- | --------- | ---------------- | --------- | ------- |
| 1944      | 1959      | Guillaume Gordia |           |         |
| 1959      | 2000      | Jean Gordia      |           |         |
| 2000      | mars 2014 | Victor Marty     |           |         |
| mars 2014 | 2020      | Sylvie Candau    |           |         |
| 2020      | En cours  | Alain Colomer    |           |         |

## Population et société

### Démographie ancienne
La population est exprimée en nombre de feux (f) ou d'habitants (H).
| 1365 | 1378 | 1515 | 1553 | 1709 | 1720 | 1767  | 1774 | 1788  |
| ---- | ---- | ---- | ---- | ---- | ---- | ----- | ---- | ----- |
| 30 f | 11 f | 7 f  | 14 f | 36 f | 38 f | 293 H | 51 f | 250 H |

| 1789 | - | - | - | - | - | - | - | - |
| ---- | - | - | - | - | - | - | - | - |
| 60 f | - | - | - | - | - | - | - | - |

### Démographie contemporaine
L'évolution du nombre d'habitants est connue à travers les recensements de la population effectués dans la commune depuis 1793. Pour les communes de moins de 10 000 habitants, une enquête de recensement portant sur toute la population est réalisée tous les cinq ans, les populations de référence des années intermédiaires étant quant à elles estimées par interpolation ou extrapolation. Pour la commune, le premier recensement exhaustif entrant dans le cadre du nouveau dispositif a été réalisé en 2007.

En 2022, la commune comptait 178 habitants, en évolution de +7,23 % par rapport à 2016 (Pyrénées-Orientales : +3,92 %, France hors Mayotte : +2,11 %).
| 1793 | 1800 | 1806 | 1821 | 1831 | 1836 | 1841 | 1846 | 1851 |
| ---- | ---- | ---- | ---- | ---- | ---- | ---- | ---- | ---- |
| 253  | 175  | 310  | 288  | 330  | 334  | 327  | 329  | 366  |

| 1856 | 1861 | 1866 | 1872 | 1876 | 1881 | 1886 | 1891 | 1896 |
| ---- | ---- | ---- | ---- | ---- | ---- | ---- | ---- | ---- |
| 341  | 320  | 300  | 306  | 320  | 330  | 325  | 313  | 292  |

| 1901 | 1906 | 1911 | 1921 | 1926 | 1931 | 1936 | 1946 | 1954 |
| ---- | ---- | ---- | ---- | ---- | ---- | ---- | ---- | ---- |
| 337  | 285  | 294  | 207  | 218  | 210  | 197  | 201  | 166  |

| 1962 | 1968 | 1975 | 1982 | 1990 | 1999 | 2006 | 2007 | 2012 |
| ---- | ---- | ---- | ---- | ---- | ---- | ---- | ---- | ---- |
| 176  | 171  | 154  | 156  | 192  | 219  | 184  | 179  | 162  |

| 2017 | 2022 | - | - | - | - | - | - | - |
| ---- | ---- | - | - | - | - | - | - | - |
| 169  | 178  | - | - | - | - | - | - | - |

| selon la population municipale des années : | 1968 | 1975 | 1982 | 1990 | 1999 | 2006 | 2009 | 2013 |
| Rang de la commune dans le département      | 163  | 175  | 146  | 139  | 139  | 149  | 153  | 157  |
| Nombre de communes du département           | 232  | 217  | 220  | 225  | 226  | 226  | 226  | 226  |

### Enseignement

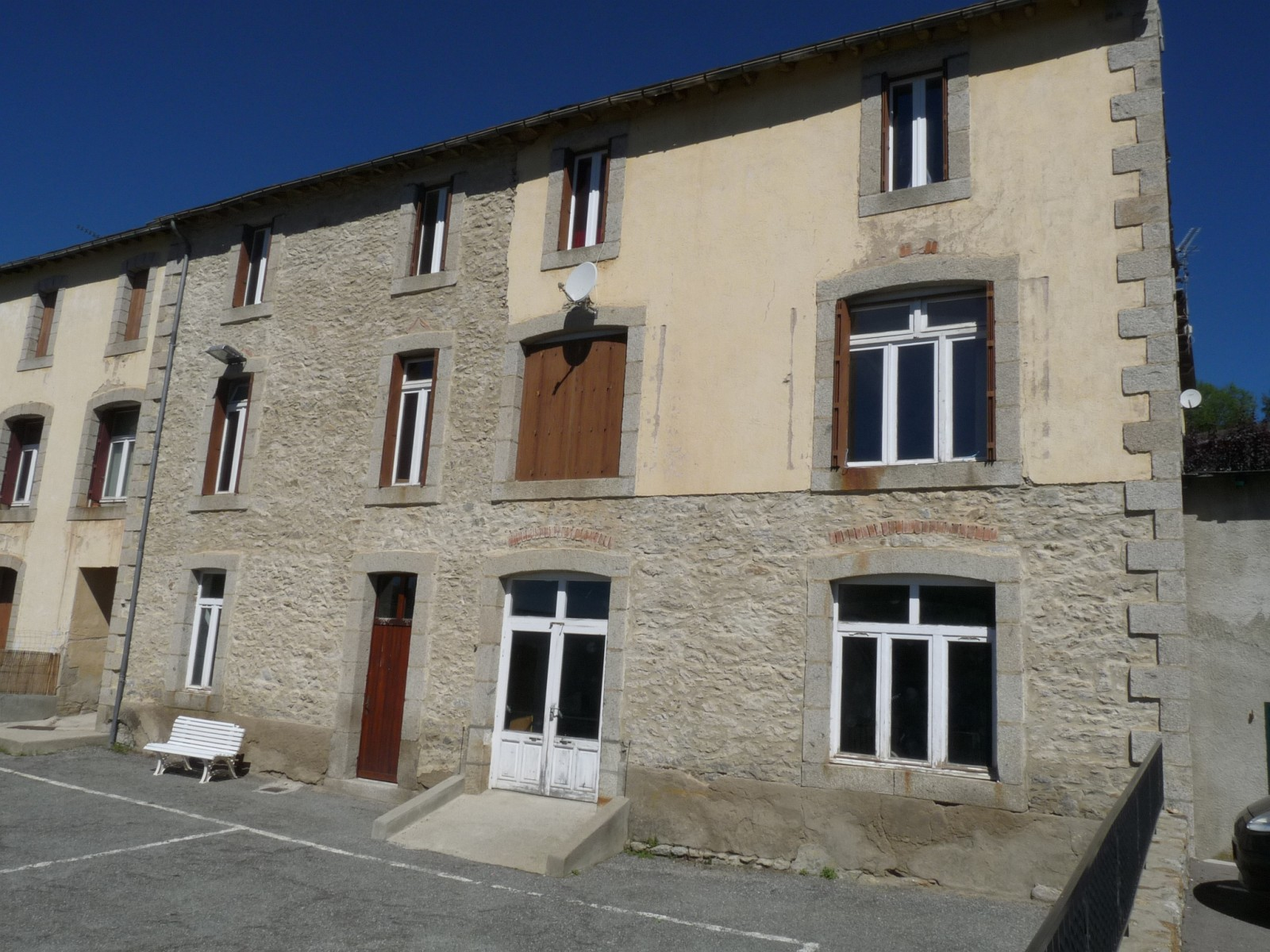
L'école communale.

L'école est un regroupement pédagogique intercommunal entre Dorres et Angoustrine-Villeneuve-des-Escaldes. Angoustrine accueille l'école primaire de la maternelle au CE2, et Dorres l'école élémentaire avec le CM1 et CM2. L'école communale est située à côté de la mairie.
Le site de l'école : http://www.dorresecole.i234.me/ permet de suivre les activités des élèves tout au long de l'année.
Le secteur du collège est Bourg-Madame ou Font-Romeu, suivant les options.

### Manifestations culturelles et festivités
- Fête patronale : 27 décembre[51] ;
- Fête communale : 15 août[51] ;
- Fête de la Saint-Jean : messe à la chapelle de Bell-Lloc (le dimanche le plus proche de la Saint-Jean) et le feu de la Saint-Jean le 23 juin.

## Économie

### Revenus
En 2018, la commune compte 84 ménages fiscaux, regroupant 159 personnes. La médiane du revenu disponible par unité de consommation est de 22 750 € (19 350 € dans le département).

### Emploi
|                | 2008   | 2013   | 2018   |
| -------------- | ------ | ------ | ------ |
| Commune        | 0,9 %  | 5 %    | 6,5 %  |
| Département    | 10,3 % | 12,9 % | 13,3 % |
| France entière | 8,3 %  | 10 %   | 10 %   |

En 2018, la population âgée de 15 à 64 ans s'élève à 107 personnes, parmi lesquelles on compte 75,9 % d'actifs (69,4 % ayant un emploi et 6,5 % de chômeurs) et 24,1 % d'inactifs,. Depuis 2008, le taux de chômage communal (au sens du recensement) des 15-64 ans est inférieur à celui de la France et du département.
La commune est hors attraction des villes,. Elle compte 20 emplois en 2018, contre 17 en 2013 et 28 en 2008. Le nombre d'actifs ayant un emploi résidant dans la commune est de 75, soit un indicateur de concentration d'emploi de 26,7 % et un taux d'activité parmi les 15 ans ou plus de 55,4 %.
Sur ces 75 actifs de 15 ans ou plus ayant un emploi, 14 travaillent dans la commune, soit 19 % des habitants. Pour se rendre au travail, 86,7 % des habitants utilisent un véhicule personnel ou de fonction à quatre roues, 1,3 % s'y rendent en deux-roues, à vélo ou à pied et 12 % n'ont pas besoin de transport (travail au domicile).

### Activités hors agriculture

#### Secteurs d'activités
12 établissements sont implantés  à Dorres au 31 décembre 2019.
Le secteur du commerce de gros et de détail, des transports, de l'hébergement et de la restauration est prépondérant sur la commune puisqu'il représente 33,3 % du nombre total d'établissements de la commune (4 sur les 12 entreprises implantées  à Dorres), contre 30,5 % au niveau départemental.

### Entreprises et commerces
- Fromagerie "La Gentiane des Pyrénées" (tommes de vache).

### Agriculture
|               | 1988 | 2000 | 2010 | 2020 |
| ------------- | ---- | ---- | ---- | ---- |
| Exploitations | 5    | 5    | 6    | 6    |
| SAU (ha)      | 421  | 371  | 234  | 430  |

La commune est dans la Cerdagne, une petite région agricole située à l'extrême ouest du département des Pyrénées-Orientales. En 2020, l'orientation technico-économique de l'agriculture  sur la commune est l'élevage d'équidés et/ou d' autres herbivores. Six exploitations agricoles ayant leur siège dans la commune sont dénombrées lors du recensement agricole de 2020 (cinq en 1988). La superficie agricole utilisée est de 430 ha,,.

## Culture locale et patrimoine

### Monuments et lieux touristiques
Patrimoine religieux
- Chapelle Notre-Dame de Belloc (Santa Maria de Bell-Lloc) dominant le village et la Cerdagne française et espagnole. La Vierge de Bell-Lloc (ou Belloch) était aussi vénérée par les habitants de Puigcerdà, de Ur, de Villeneuve-les-Escaldes. L'édifice a été inscrit au titre des monuments historiques en 1980[55].
- L'église paroissiale Saint-Jean : située au cœur du village, l'église romane du XIIIe siècle abrite la Vierge noire du XIe siècle autrefois à Bell-Lloc, ainsi que des retables baroques.
- La chapelle de Mageta est un oratoire dédié à la Vierge, Saint Marc et Saint Pierre.
- Chapelle du Saint-Christ de Dorres.

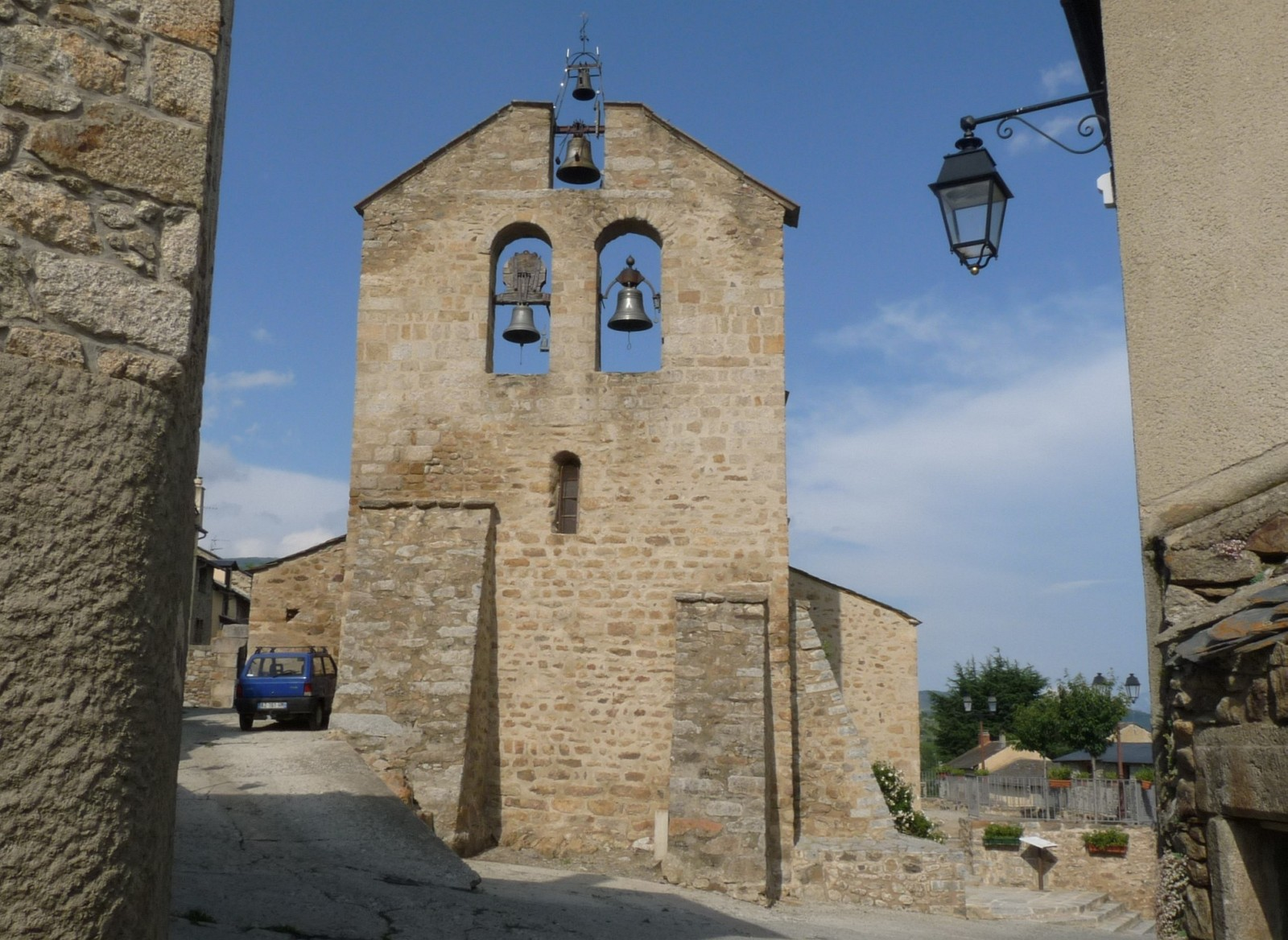
Église Saint-Jean.
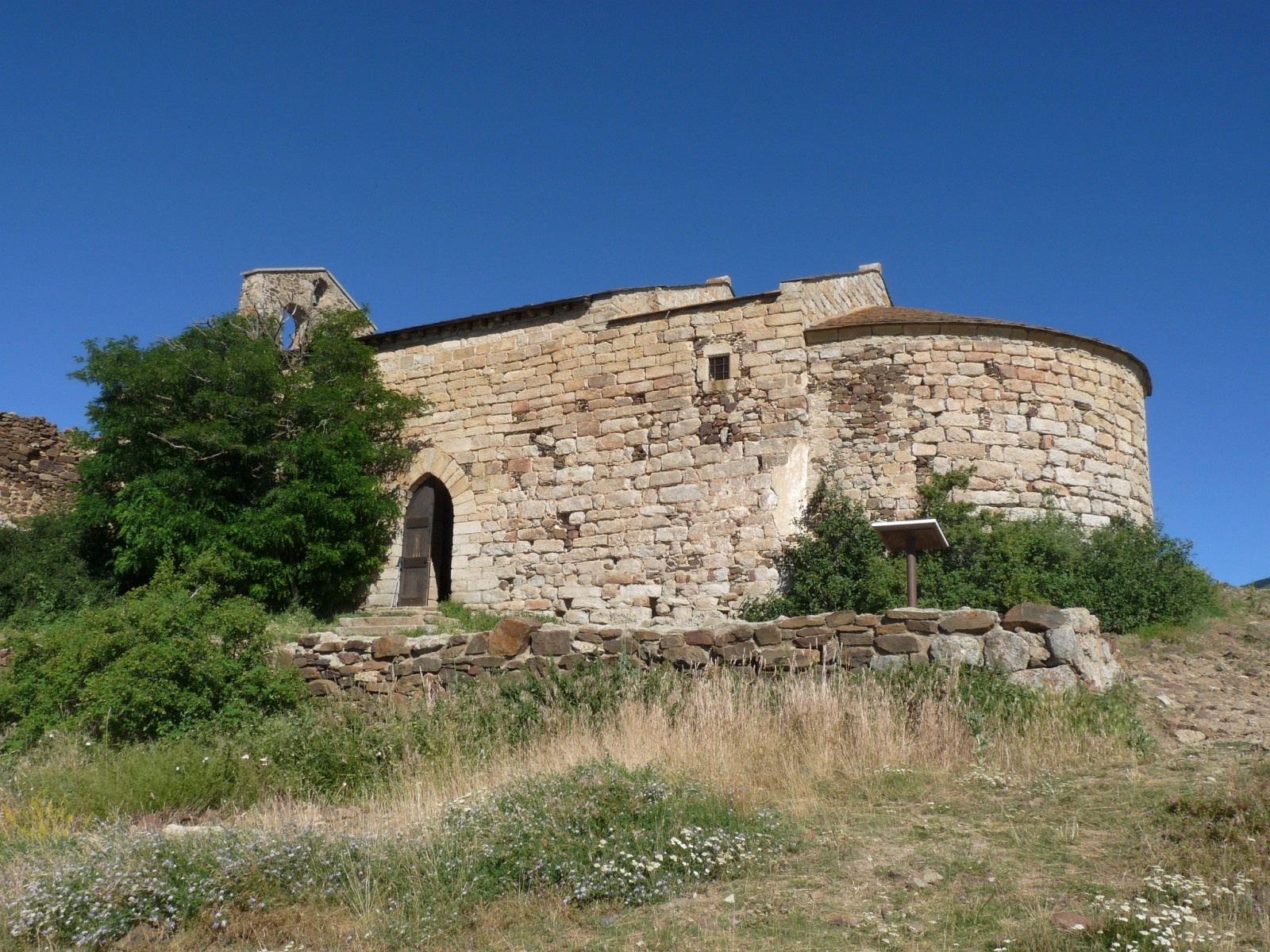
Chapelle Santa Maria de Bell-Lloc.
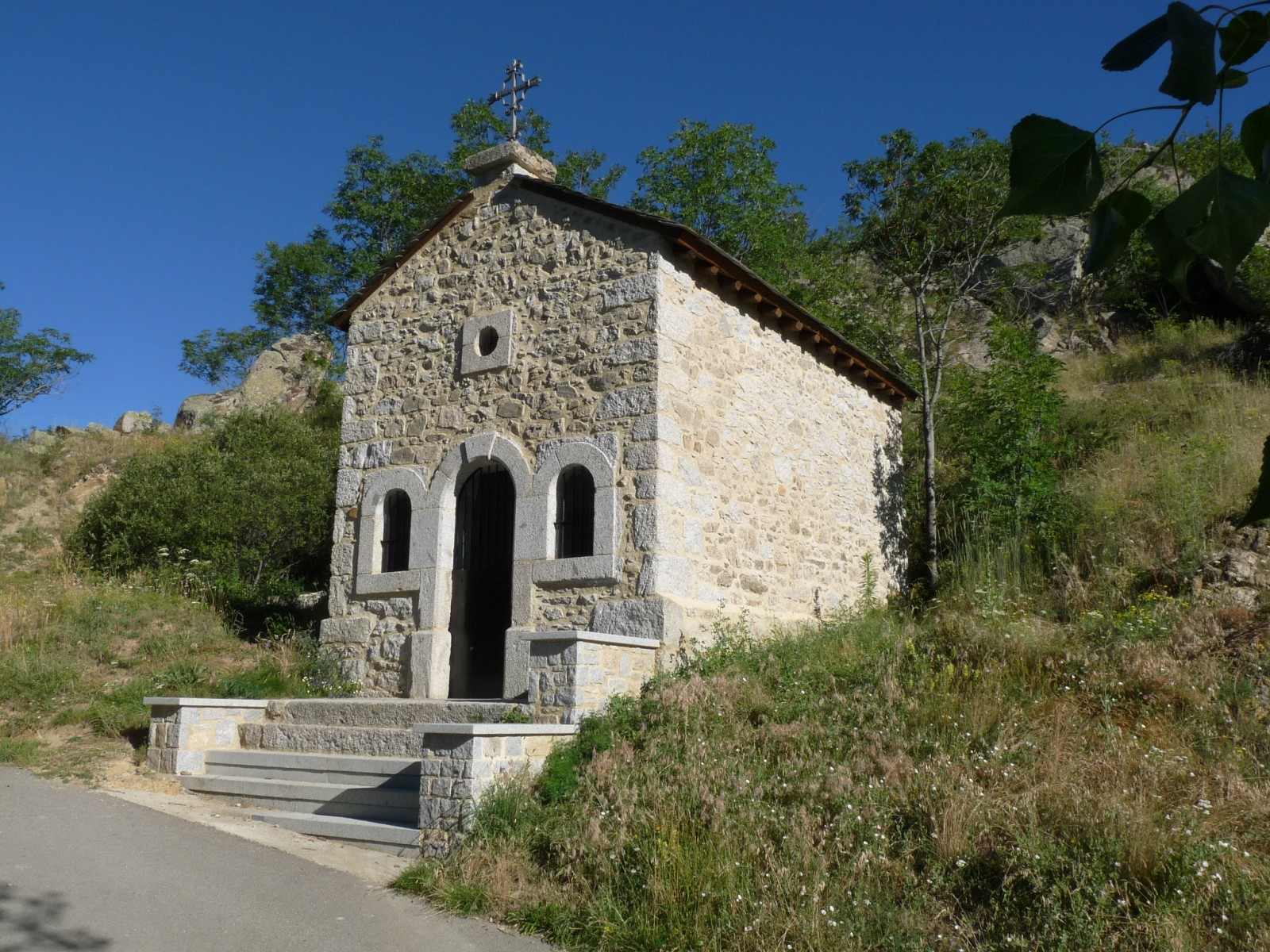
Chapelle de Mageta

Patrimoine civil
Bains de Dorres : ce lieu est connu pour sa source d'eau chaude sulfureuse qui jaillit à 42 °C. Les bains de Dorres, gérés en régie, regroupent plusieurs espaces : les baignoires, le grand bain et un petit bain. Ce lieu possède des vestiaires, une terrasse, une buvette et des ruines d'une ancienne auberge du XVIIIe siècle Ouverts toute l'année, ils offrent un moment de relaxation après une journée de ski ou de randonnée avec une vue exceptionnelle sur le massif du Puigmal.

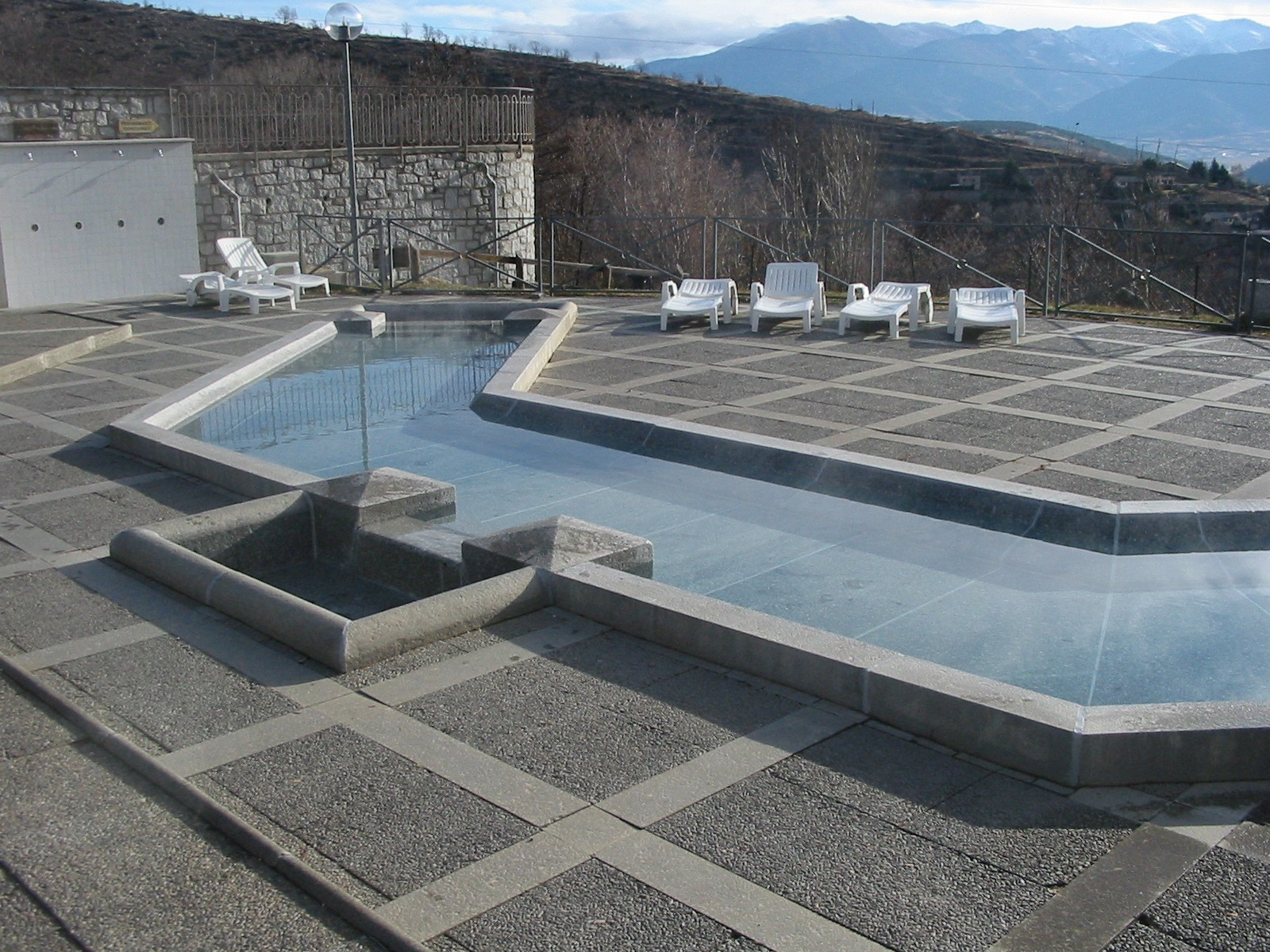
Les bains de Dorres.
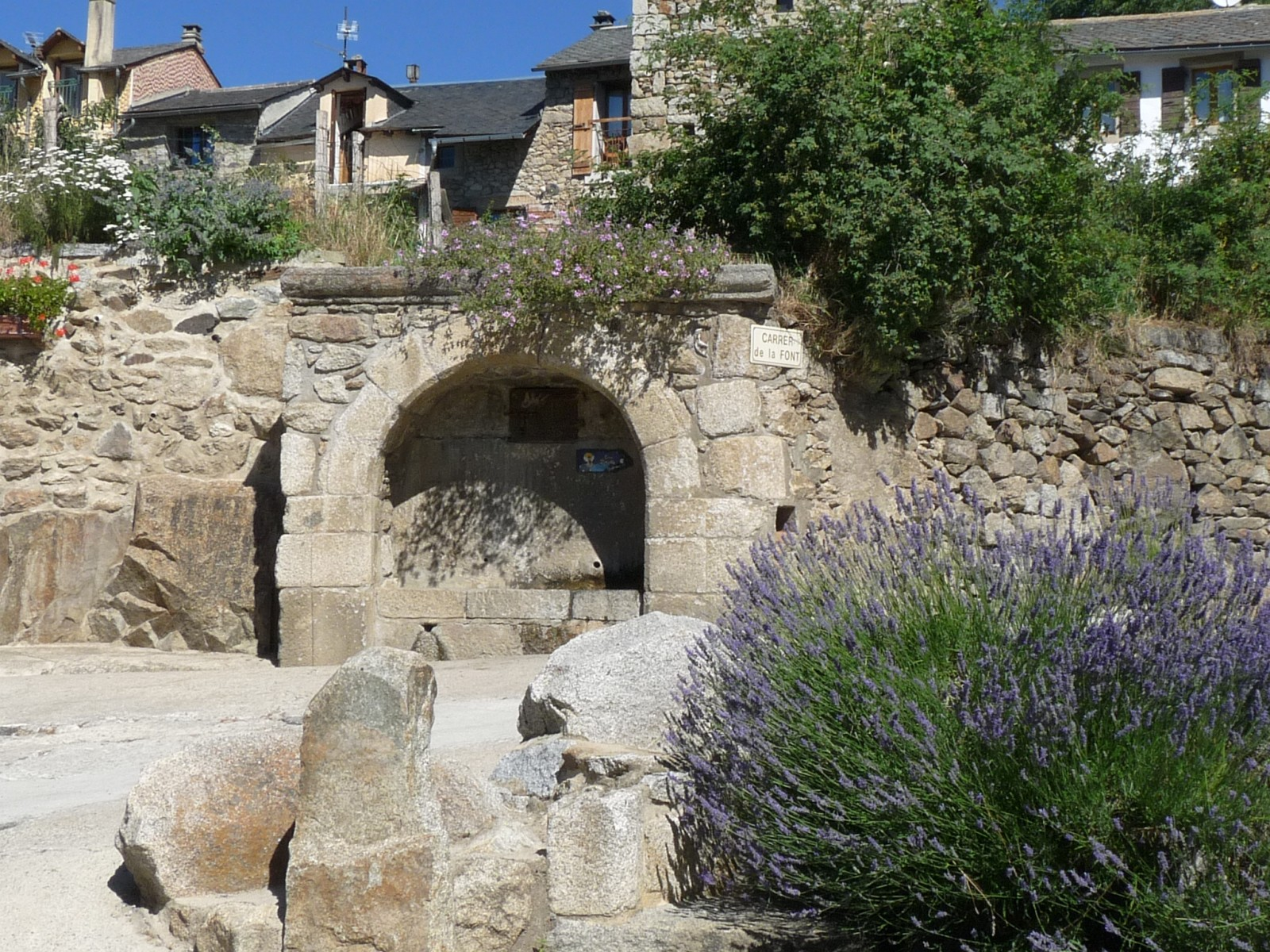
Fontaine.
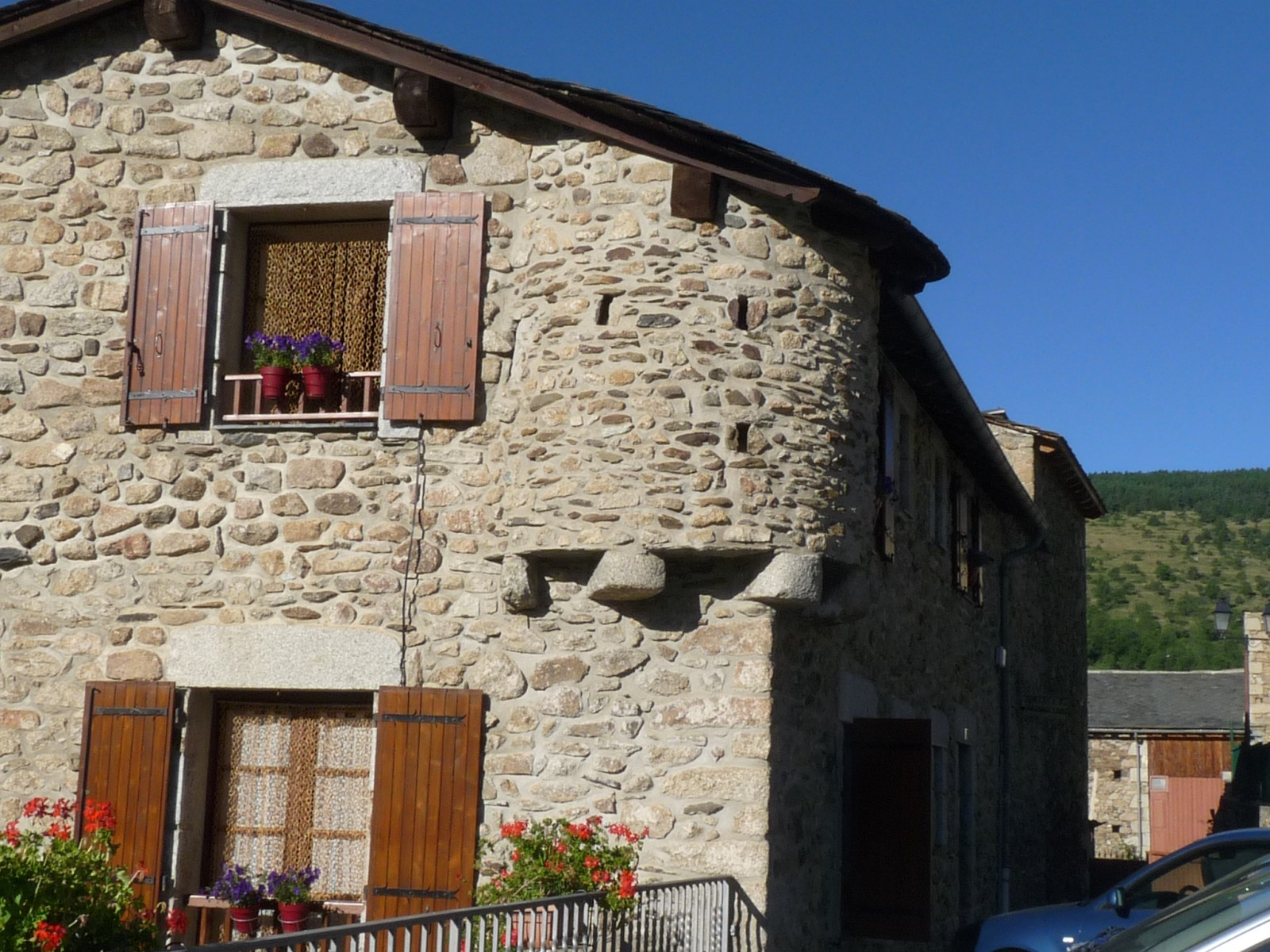
Maisons cerdanes traditionnelles
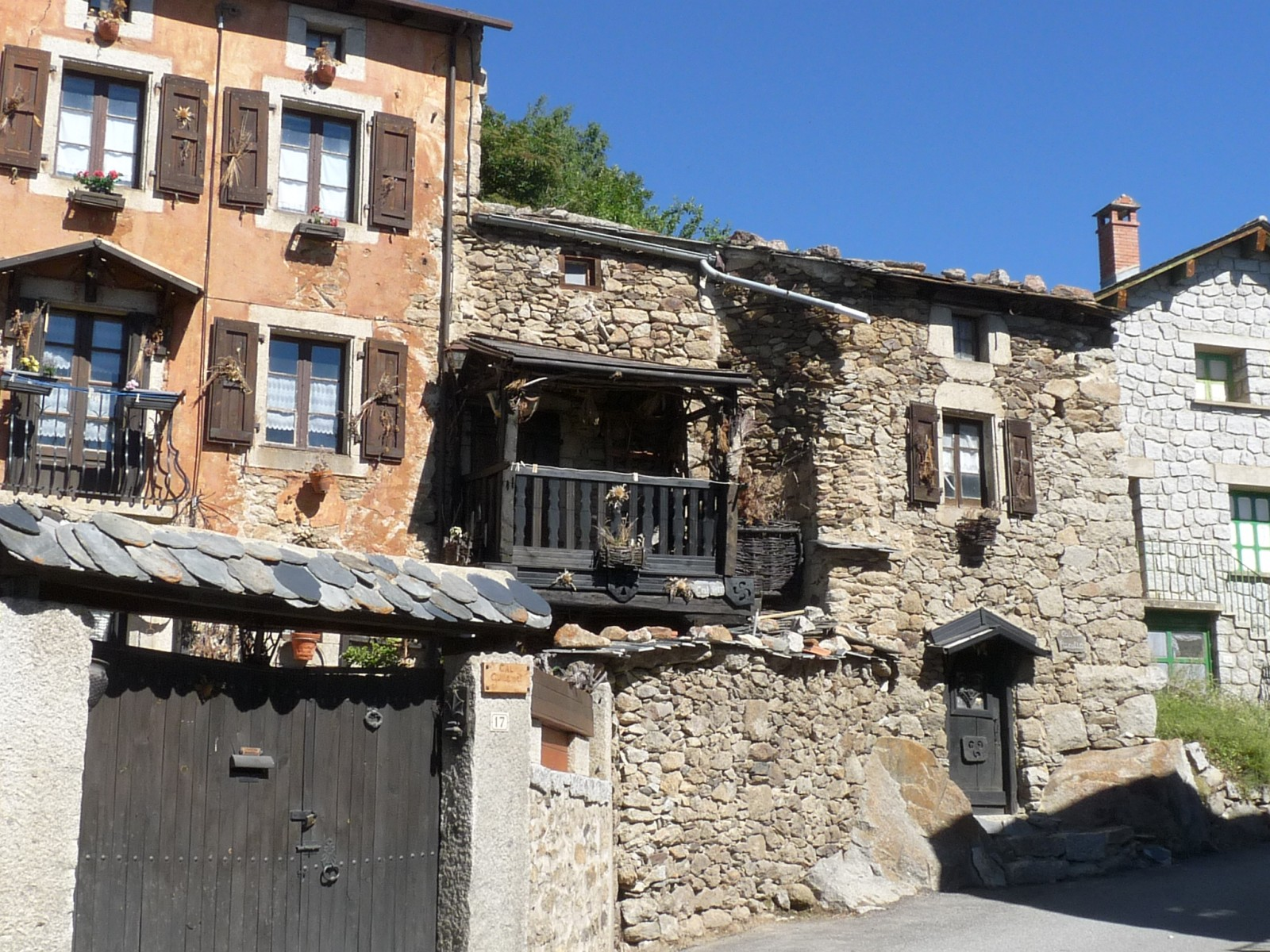
.. au cœur du village.

Patrimoine culturel
- Maison du granit

Créée en 1999, la Maison du granit retrace l'histoire des tailleurs de pierres du village depuis la fin du XVIIIe siècle : la géologie, les méthodes de travail et les outils, les familles, le village, les ouvrages réalisés dans le département ou ailleurs. Ce musée n'est ouvert qu'en été.

### Personnalités liées à la commune
- L'abbé Ginoux : curé de Dorres et aumônier des Escaldes, résistant[57].

## Héraldique
| Blason | Blasonnement : |